# Vyšná Pisaná
Vyšná Pisaná est un village de Slovaquie situé dans la région de Prešov.

## Histoire
Première mention écrite du village en 1600.

## Démographie

### Évolution de la population
| Année:               | 1994. | 2004.    | 2014.   | 2024.   |
| -------------------- | ----- | -------- | ------- | ------- |
| Nombre de personnes: | 61    | 81       | 73      | 74      |
| Différence:          |       | +32,78 % | -9,87 % | +1,36 % |

| Année:               | 2023. | 2024.   |
| -------------------- | ----- | ------- |
| Nombre de personnes: | 75    | 74      |
| Différence:          |       | -1,33 % |